# Vidéki gyermeknevelés Koreában
A vidéki gyermeknevelés Koreában számos hasonlóságot mutat más nemzetek szokásaival, viszont megfigyelhetők olyan hagyományok is, amik kifejezetten csak erre az ázsiai népre jellemzőek. A Dél-Korea vidéki területein élő családoknak a megélhetést leggyakrabban a mezőgazdaság biztosítja, ami kemény, mindennapi munkát jelentett és jelent a mai napig egyaránt. A család összes tagjának dolgozni kell a hetedik életévüket betöltve. Nem képeznek kivételt a lányok, sem idősebb családtagok. A gyermek megszületése után az anyának a háztartás kézben tartása helyett a legfontosabb a csecsemő táplálása, felnevelése, oktatása. Miután a kisbaba már mászni, totyogni tud, a nagyszülőknek és a többi testvérnek kötelező feladata a gyermekfelvigyázás, hogy anyjuk a ház körüli teendőkkel is tudjon foglalkozni. Ahogy cseperedik a gyermek és egy újabb csecsemő születik és/vagy eléri a hétéves kort, alvóhelye átkerül anyja szobájából a nagyszülőkébe, megkezdődik a kötelező oktatás és a ház körüli munkák ellátása, legyen szó lány- vagy fiúgyermekről.

## A terhesség alatt
Hosszú idők óta él az a hit Koreában, hogy a gyermek nevelése, oktatása már az anya terhessége alatt elkezdődik. E szerint a várandós nő gondolatai, érzelmei, viselkedései nagyban befolyásolják a magzat fejlődését. Hogy a gyermek egészséges legyen anyjának csak pozitív dolgokra szabad gondolnia, boldognak kell lennie, óvakodni kell a rossztól, stressztől. Ha sétál csak lassan, kiegyensúlyozottan sétálhat. Tilos tűz illetve lószőrből készült kötél felett átlépni. Az előbb említett szabályokon kívül számos, ételre vonatkozó szigorítást is be kell tartania. Ilyen tabu a kacsa hús fogyasztásának tilalma, mondván a születendő gyermek úszóhártyás lábakkal fog születni, vagy a magzat bőre és csontjai túl vékonyak lesznek, ha az anya cápa vagy polip húst fogyaszt.

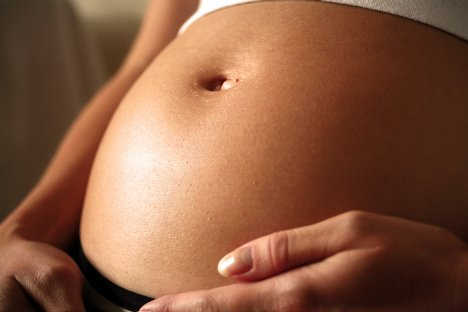
Várandós nő

## Táplálás
Az édesanya az első perctől anyatejjel táplálja az újszülöttet. A táplálás az egyik legjobb módja a csecsemő elaltatásának, gyakran az anyja mellével a szájában. A koreai hagyomány ebből a tevékenységből eredezteti a „kar-párna” szókapcsolatot, ami a legörömtelibb periódusnak számít a csecsemő életében. Az anyatejjel való táplálás az etetés, elaltatás mellett a gyermek elcsitítására használt szokás is egyben. A táplálásra semmiféle szigorítás, szabályozás nem vonatkozik, így egy szoros kapcsolat alakul ki anya és gyermeke között. Ez az idő nem csak az újszülöttnek kedvező. Az anya ilyenkor mentesül a kemény házimunkától. Ha a nő képtelen szoptatni, a legközelebbi anya, szomszéd táplálja a kisdedet, de a jómódú családokban egy, erre a célra tartott, úgynevezett „tejanyát” fogadnak.

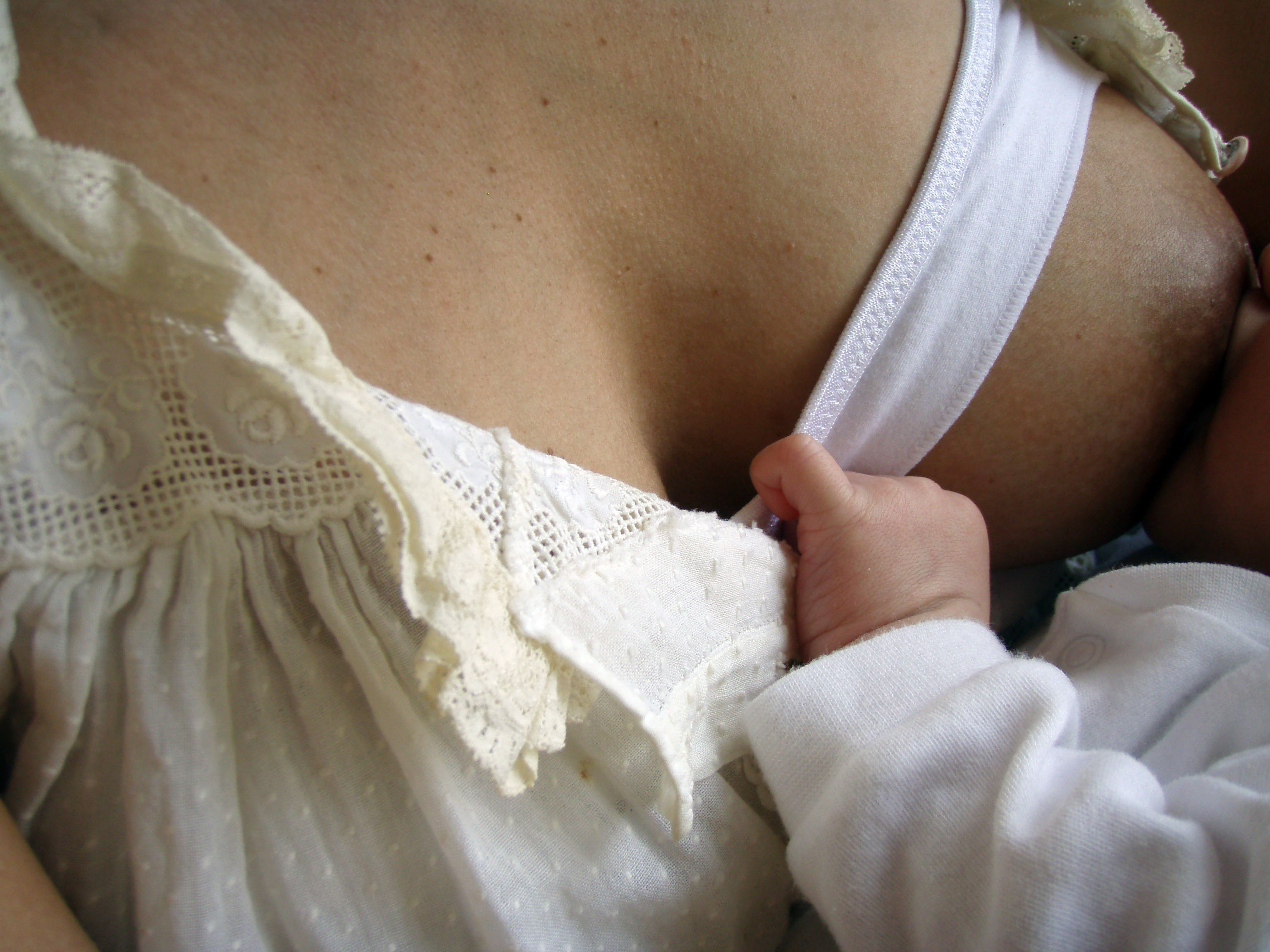
Az anyatejes táplálás fontossága

## Elválasztás
Amikor a gyermek eléri a 6 hónapos kort szülője lágy étellel eteti az anyatej mellett. Ez a lágy étel általában rizspép a szegényebb családokban. A gazdagabb otthonokban ezt a pépet húsfélékkel, zöldséggel, mogyoróval egészítik ki. Gyakori szokás a vidéki Koreában, hogy az ételt előbb az anya vagy nagymama előzetesen megrágja és úgy adja oda a kisbabának. Ezt a szokást „mozgó rizs”-nek vagy „összekapcsolt szív”-nek nevezik az érzelmek, eszmék cseréje miatt. A régmúltban általában a gyermeket a következő gyermek születéséig táplálták anyatejjel vagy körülbelül kétéves koráig. Tanulmányok szerint a vidéki, koreai családokban a nők mindössze 2%-a hagyta abba egy éven belül az anyatejes táplálást, 12%-uk két éven belül, nagyszámú azaz 58%-uk két és hároméves koruk között, 17%-a az anyáknak három míg 11%-uk körülbelül négyéves koráig szoptatta gyermekét. De előfordult, hogy hatéves koráig is kaphattak ilyen táplálást. Az erről való leszokással kapcsolatban is léteznek különböző praktikák, mint például a mellbimbó bedörzsölése piros paprikával, aminek a kesernyés íze megakadályozza a csöppség újbóli próbálkozását. De vannak anyák, akik egyszerűen hagyják a gyermeküket szopni az üres kebleket, míg magától abba nem hagyja.

## Alvási szokások
Köztudott és mindenki által alkalmazott szokás a gyermek egy légtérben való altatása az édesanyjával, gyakran a fejét az anyja karján pihentetve. Vidéken veszélyesnek tartják a csecsemőt egyedül hagyni, féltve a fizikai és lelki biztonságát. Különösebb alvási rituálék nem léteznek. A gyermek akkor szundít el, amikor akar és ebben senki nem akadályozza meg. Amikor már mászni, totyogni kezd anyja a hátán, anyagdarabok segítségével cipeli, közben a házi munkát, főzést végzi. Ez az eljárás még szorosabb kapcsolatot képez köztük. Ha az édesanya túl elfoglalt, akkor a nagyszülők vagy akár egy idősebb testvér segít. Ha a testvér lány és 7 évesnél idősebb, akkor neki kötelessége a segítségnyújtás, beleértve a háton cipelést is. Ennek ellenére a legnagyobb felelősség az édesanyát illeti. Ha újabb kisbaba születik a háznál, akkor az idősebb gyermek alvóhelye átkerül a nagyszülők szobájába. A kislánnyal a nagymama osztja meg a szobáját addig, amíg férjhez megy, ha pedig fiú, akkor a nagypapával alszik az iskolakezdésig. Ennek köszönhetően a vidéken élőknek személyes, intim szférája nincs igazán, kölcsönös függésben élnek egymással.

## Otthoni nevelési elvek

### A nagyszülők szerepe
Három és  ötéves  kor közötti időszakot „bájos hármas”-ként emlegetik, mivel ilyenkor a gyermek aranyosan, elbűvölően játszik, foglalatoskodik. Ebben a periódusban a nagymama a térdére ülteti és a világról, életről mesél neki. A nagymamák köztudottan toleránsabbak és több idejük van foglalkozni az unokájukkal, miközben édesanyjuk a háztartást tartja kézben. Megtanítják az étkezési etiketteket, a pálcika használatot, öltözködési és fürdési szokásokat. Mindezek felett viszont a legmérvadóbb a beszéd elsajátítás. Már a kúszás-mászás idején megkezdik a baba tanítását mesékkel, mondókákkal. Miután már elsajátította az alapvető szavakat, utána megpróbálja a környezetében élőket megszólítani. Viszont nem a személyneveket tanítják neki, hanem a rokonsági kapcsolatra szolgáló „anya, apa, nővér, húg, báty, öcs stb.” megnevezéseket használják. Ennek következtében megtanulja a hierarchikus ranglétrát is a családon belül.

### A hetedik életév szerepe
Amikor a gyermek betölti a hetedik életévét belép ebbe a periódusba, amikor szülei szerint a viselkedése megváltozik, szófogadatlan lesz és barátokat keres a házon kívül. Ebben az időszakban továbbra is a nagyszülőkkel osztozik a szobán, ami egy hétévesnek terhes lehet, így inkább a barátaival tölti az idejét. A fiú gyermekeknek nemcsak a szobájukat, de étkezéskor a tányérjukat is meg kell osztani az apjukkal vagy nagyapjukkal. Ez az „utálatos hetedik év” azért is egy megvetett időszak, mert a koreai szokás szerint ilyenkor kell a leginkább jó példát mutatni a fiatalabb testvéreknek. Nem ritka, hogy ebben a korban a gyermekek éjszaka bevizelnek, ami degradáló büntetést von maga után. Ebben az esetben a fiúnak át kell mennie a szomszédhoz, ahol egy bögre sóért kell könyörögni majd a fejére szórni. Ez a büntetés meglehetősen megalázó a fiúk számára és ezt a szomszédok és a falu többi lakója nyíltan hangoztatja is. Ez az időszak valóban egy nehéz periódus volt a gyermekeknek. Ha például a kisfiú nem tudta megfelelően használni az evőpálcikát apja megbüntette, míg korábban ennek semmilyen következménye nem volt. Hétévesen az igen bonyolult, koreai, tiszteleti nyelv mesterének kell lenni, aminek segítségével kimutathatják a szüleik iránti tekintélyt. Régen nem volt ritka testi fenyítés sem. Extrém esetekben a fiúk fenekét és lábát ostorral verték. A lányoktól sokkal nagyobb fegyelmet parancsoltak, mint a fiúktól, de ők komolyabb büntetésben részesültek. Továbbá ettől az időtől kezdve a fiúk és a lányok nem játszhatnak többet együtt.

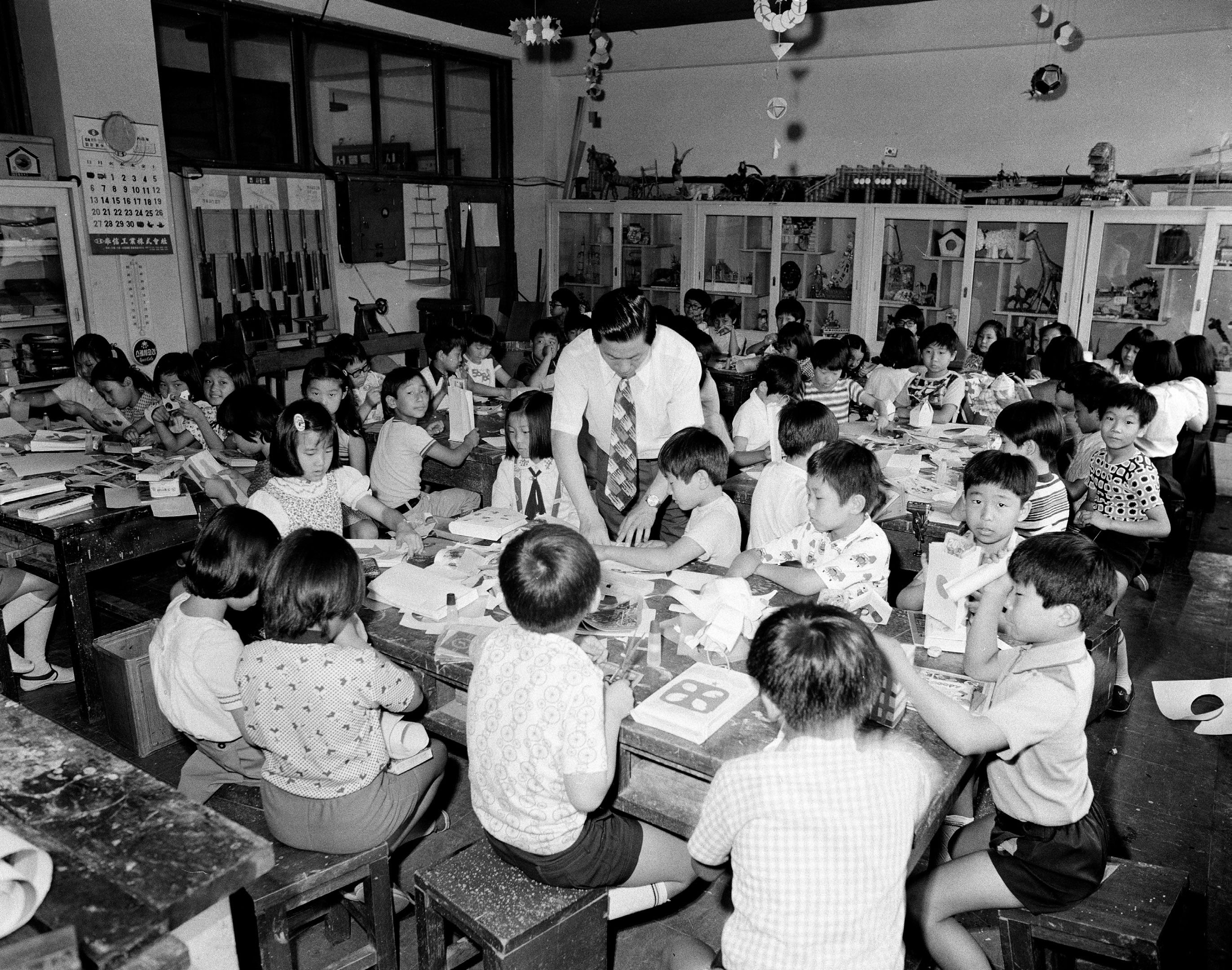
általános iskola 1976-ban

#### Otthoni tanítás az iskolakezdésig
Dél-Koreában az iskolakötelezettség a gyermek hetedik évétől kezdődik az általános iskolával. Az első és második tanév rengeteg energiát, aktivitást igényel, hogy a tanuló beleszokjon egy új társaságba, közösségbe, ami különbözik az otthonitól. A gyermek otthoni oktatása a szülők, nagyszülők által szintén mérvadó. Talán a legfontosabb „lecke” a nemek, a fiú-lány különbség megtanulása. A fiúk a legtöbb időt az édesapjukkal vagy nagypapájukkal töltik és megkövetelik tőlük a felnőtt viselkedést. Ha gyerekes, akkor büntetés jár a viselkedéséért. Apjukkal az iskola mellett a földeken dolgoznak. A lányok ebben a korban az édesanyjuktól a házimunka rejtelmeit tanulják. Főzni, takarítani, mosni, mosogatni és a kisebb testvérekre kell felügyelni vidéken. Ez az otthoni, majd az iskolai tanítások a lány gyermekeknek sokkal fontosabb. Viszont ebben a tipikus konfuciánus koreai társadalomban az otthoni oktatás talán legfontosabb részét képezi az ősök tisztelete és a rituálék elsajátítása. Ez a vidéki falvakban elengedhetetlen.